# María Sánchez Arbós
Pour les articles homonymes, voir Sanchez et Arbos (homonymie).
Ne pas confondre avec María Sánchez, joueuse de football et Maria Sanchez, joueuse de tennis.
María Sánchez Arbós, née le 31 octobre 1889 à Huesca et morte le 15 août 1976 à Madrid, est une pédagogue espagnole liée à l'Institution libre d'enseignement.

## Biographie
Née à Huesca, en Aragon (son père, Manuel Sánchez Montestruc, est secrétaire général de la Mairie d'Huesca), elle obtient une solide formation académique à l'École normale d'Huesca et à l'École supérieure des maîtres de Saragosse, d'où elle sort diplômée en 1911.
En 1912, elle intègre l'école réputée de La Granja de San Ildefonso, près de Madrid. Elle profite de la proximité de la capitale espagnole pour assister aux conférences de Manuel Bartolomé Cossío.
Elle vit dans la Residencia de Señoritas dirigée par María de Maeztu.
Entre 1920 et 1925, María Sánchez Arbós est professeure dans la ville de San Cristóbal de La Laguna, à Tenerife.
En 1926, elle revient à l'École normale d'Huesca où elle enseigne jusqu'en 1930, avant d'intégrer le collège Menéndez Pelayo de Madrid. Elle est ensuite nommée directrice du groupe scolaire de Francisco Giner jusqu'en 1936.

## Épuration franquiste
À la fin de la Guerre d'Espagne, María Sánchez est victime de l'épuration franquiste.
Elle est incarcérée pendant trois mois en 1939 à la prison pour femmes de Ventas, à Madrid, mais résiste, avec son amie Matilde Landa.
En 1941, après avoir été jugée par un tribunal militaire franquiste, elle est déchue de ses droits d'enseigner.
Elle n'est réhabilitée qu'en 1952.

## Famille
- Elle est la mère de l'architecte María Juana Ontañón[7].

## Postérité
- Elle est inhumée au cimetière civil de Madrid.
- En 2017, la Mairie de Madrid lui dédie une rue dans le quartier de Valdezarza en reconnaissance de son travail pédagogique durant la Seconde République[8]
- Une école d'Huesca porte son nom[9].